# Joachim Heinrich Pries (Politiker)
Joachim Heinrich Pries, auch Joachim Heinrich Pries I, (* 1681; † 1763) war ein deutscher Kaufmann, Ratsherr und Bürgermeister in Rostock.

## Leben
Joachim Heinrich Pries war ein Rostocker Kaufmann, um 1714 Mitglied des Senats und Kämmerer. Ab 1731 war er Ratsherr und nach 1751 wurde er zum Rostocker Bürgermeister gewählt.
Pries war in erster Ehe verheiratet mit Dorothea Elisabeth Wulfleff (1694–1716) aus Neubrandenburg. Ab September 1717 war er in zweiter Ehe verheiratet mit Katharina Margarete Meusling (1698–1733) und nach deren frühem Tod in dritter Ehe mit Margarethe Dorothea Krauel (1708–1763). Der ersten Ehe entstammten die Söhne Johann Friedrich Pries (1710–1781), Tuchhändler in Rostock, verheiratet ab 1740 mit Margaretha Elisabeth Quistorp (1721–1795), Tochter des Johann Bernhard Quistorp, Dr. med., Rektor und Stadtphysikus in Rostock sowie der gleichnamige Joachim Heinrich Pries (1714–1763), lutherischer Theologe und Professor an der Universität Rostock. Der Sohn aus der zweiten Ehe, Johann Gabriel Pries (1724–1788), wurde Magister, Lehrer und Rektor am Güstrower Gymnasium.